# Sigmodon alleni
Sigmodon alleni är en däggdjursart som beskrevs av V. Bailey 1902. Sigmodon alleni ingår i släktet bomullsråttor, och familjen hamsterartade gnagare. IUCN kategoriserar arten globalt som sårbar. Inga underarter finns listade i Catalogue of Life.
Denna gnagare blir med svans cirka 22 till 26,5 cm lång och vikten är 178 till 183 g. Ovansidan är täckt av brun päls och på undersidan förekommer vit päls med grå underull. Svansen är uppdelad i en svart ovansida och en brun undersida. Svansen är täckt av små fjäll och av flera hår. Kännetecknande är tydlig böjda framtänder. Sigmodon alleni har i varje käkhalva en framtand, ingen hörntand, ingen premolar och tre molarer.
Arten förekommer i västra Mexiko vid Stilla havet. Den vistas i låglandet och i bergstrakter upp till 3050 meter över havet. Habitatet utgörs främst av landskap med buskar och klätterväxter men arten hittas även i lövfällande skogar och blandskogar.
Individerna bygger bon i ett gömställe och fodrar boet med gräs. Honor i fångenskap hade flera kullar fördelad över hela året. Dräktigheten varar cirka 35 dagar. Djuret har annars samma levnadssätt som andra bomullsråttor.